# Ozero Nedruzjno (sjö i Belarus, lat 55,76, long 29,22)
Ozero Nedruzjno (ryska: Озеро Недружно) är en sjö i Belarus.   Den ligger i voblasten Vitsebsks voblast, i den norra delen av landet, 230 km nordost om huvudstaden Minsk. Ozero Nedruzjno ligger 151 meter över havet. Arean är 0,44 kvadratkilometer. Den sträcker sig 0,7 kilometer i nord-sydlig riktning, och 1,3 kilometer i öst-västlig riktning.
I omgivningarna runt Ozero Nedruzjno växer i huvudsak blandskog. Runt Ozero Nedruzjno är det ganska tätbefolkat, med 72 invånare per kvadratkilometer.